# Karl von Schwartz (Gutsbesitzer)
Karl Heinrich von Schwartz (* 30. Januar 1872 in Hessen; † 17. Mai 1947 auf dem Gut Martinsbüttel bei Gifhorn) war ein deutscher Rittergutsbesitzer und Hofbeamter.

## Leben
Karl von Schwartz ist Nachfahre einer 1801nobilitierten briefadeligen Familie und Sohn des Rittergutsbesitzers sowie Amtsrats Justus Heinrich von Schwartz (30. April 1837 – 20. März 1916) und der Katharina Lina Henriette Gustave geb. Degener (3. April 1846 – 6. Juni 1922). Nach dem Besuch der Klosterschule in Ilfeld studierte er an der Rheinischen Friedrich-Wilhelms-Universität Bonn, der Friedrichs-Universität Halle und der Georg-August-Universität Göttingen Rechtswissenschaften. 1892 wurde er Mitglied des Corps Borussia Bonn.
Nach dem Studium wurde er Rittergutsbesitzer von Abbensen, das sein Vater 1890 erworben hatte. Er selbst kaufte 1909 die Rittergüter Martinsbüttel und Wedesbüttel bei Gifhorn von der Familie Grote, die er getrennt vererbte. Das Gut Wedesbüttel erbte seine Enkelin Marie Bibrette Eleonore. Durch Heirat kam es an die Familie von Knobelsdorff, die es noch besitzt. Das Gut Martinsbüttel erbte sein Enkel Berndt von Schwartz, der es 1967 an Eberhard von Graevemeyer auf Bemerode verkaufte. Da Berndt von Schwartz bei Erhalt des Erbes noch minderjährig war, führte das Gut Martinsbüttel zunächst sein Vater Karl August von Schwartz. Das Gut Abbensen blieb im Besitz der Familie von Schwartz.
Karl von Schwartz war Kreisdeputierter, Oberamtmann, Herzoglicher braunschweigischer Kammerjunker und später Herzoglicher braunschweigischer Kammerherr. Als Reserveoffizier gehörte er dem Braunschweigischen Husaren-Regiment Nr. 17 an. Von Schwartz wurde Mitglied des Deutschen Herrenklubs. Er war verheiratet mit Marie von Hantelmann (28. Juni 1873 – 26. November 1965). Sie hatten drei Söhne: Wilhelm Paul Carl Heinrich (1899–1993), Karl August (1903–1970) und Gerd (1905–1941).
Der Rittergutsbesitzer und Kammerherr Rudolf von Hantelmann war sein Schwager.